# Вимоїна
Вимо́їна, вими́вина — яма, утворена розливом води. Може бути викликана як природними причинами (розливом річки, таненням снігу, підтопленням ґрунтовими водами), так і бути наслідком комунальної аварії, коли в результаті прориву труби з гарячою водою утворюється вимоїна під асфальтовим покриттям, що призводить не тільки до просідання ґрунту, але і до раптового обвалення дороги. Внаслідок цього в промоїну можуть потрапляти люди і навіть автомобілі.